# Adria-Pipeline

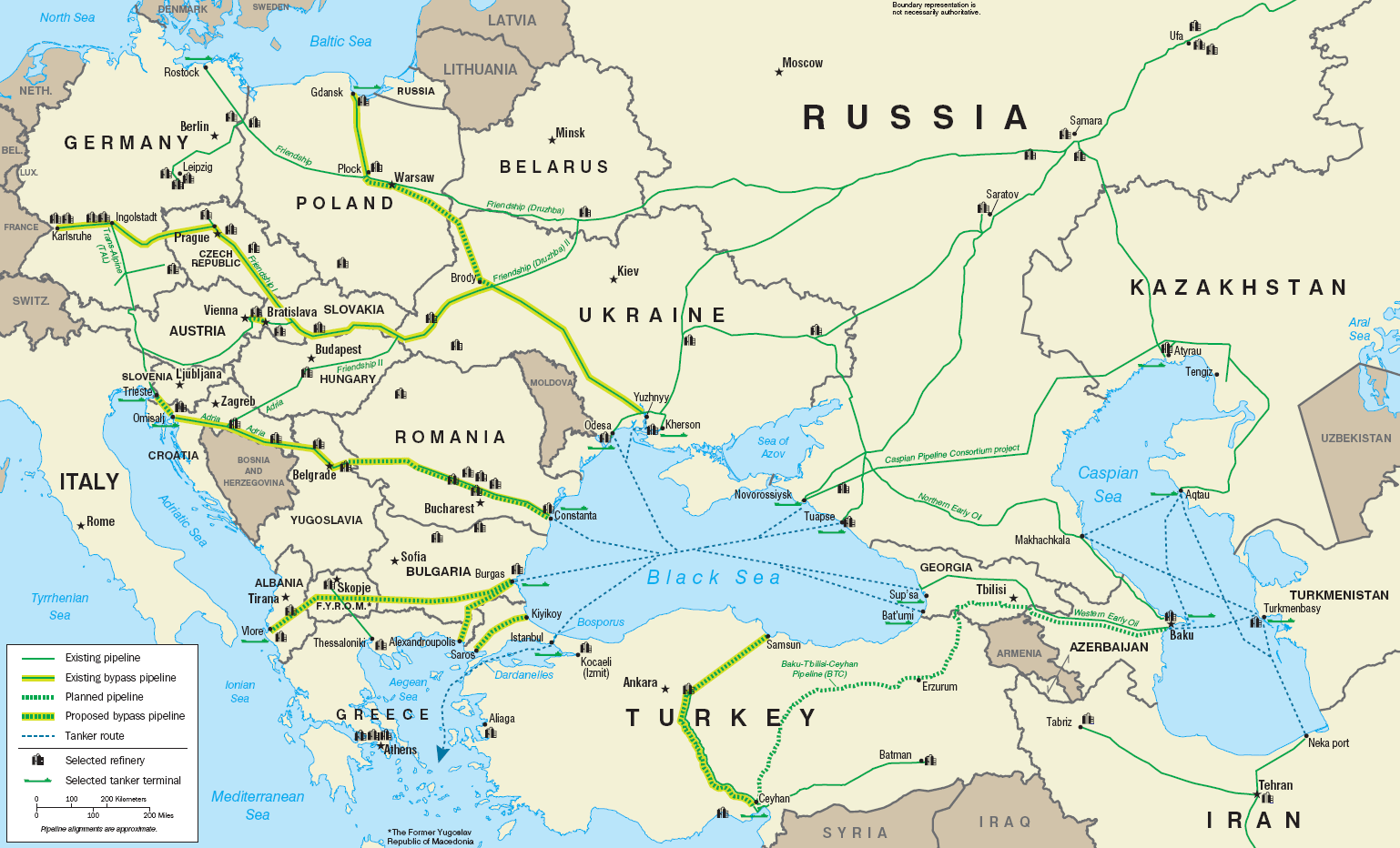
Öl-Pipelines in Europa und Nordwestasien

Die Adria-Pipeline, auch als JANAF-Pipeline oder Jugoslawien-Pipeline bekannt, ist eine Erdöl-Pipeline in Südosteuropa. Sie wurde 1974 fertiggestellt und war ursprünglich dazu bestimmt, Erdöl aus dem Nahen Osten und Nordafrika vom Tiefseehafen Omišalj auf der Insel Krk in Kroatien zu Raffinerien im Inland zu transportieren.
Die Pipeline verbindet Raffinerien in Kroatien, Bosnien und Herzegowina, Serbien und Slowenien – darunter in Sisak, Bosanski Brod, Novi Sad, Pancevo und Lendava – mit dem Adriatischen Meer. Von Sisak zweigt eine separate Pipeline in Richtung Ungarn ab. Der Durchmesser der Rohre beträgt auf dem Abschnitt von Omišalj nach Sisak 91 Zentimeter und von Sisak nach Ungarn 71 Zentimeter.
Die Möglichkeit, den Durchfluss der Adria-Pipeline umzukehren und diese mit der Druschba-Pipeline in Ungarn zu verbinden, um damit überschüssiges Öl aus Russland zu importieren, steht seit den 1990er Jahren zur Diskussion. Obwohl 2002 sechs Länder dazu bereits eine Vereinbarung unterschrieben hatten, konnte eine Verbindung dieser beiden Pipelines wegen Umweltbedenken nicht verwirklicht werden.